# 加藤常賢
加藤 常賢（かとう じょうけん、1894年10月19日 - 1978年8月3日）は、中国古代学者、東京大学文学部名誉教授。東大退官後は二松学舎大学文学部中国文学科教授。号は「維軒」。

## 経歴
1894年、愛知県中島郡大里村で生まれた。第八高等学校を経て、東京帝国大学文学部に進んだ。支那哲学文学科で学び、1920年に卒業。
卒業後は、静岡高等学校教授に就いた。その後、京城帝国大学として勤務。1933年、広島文理科大学教授となった。1938年（昭和13年）、学位論文『爾雅釈親を通じて見たる支那古代家族制度研究』を東京帝国大学に提出して文学博士号を取得。
戦後
1947年（昭和22年）、高田眞治の公職追放による退職に伴って東京帝国大学中国哲学科教授となった。ジェームズ・フレイザー「金枝篇」など文化人類学の成果を援用して古代支那の実相を明らかにしようとした。
1951年（昭和26年）には、宮中講書始の儀で漢書を進講。1955年（昭和30年）に定年退官。退任後は、1957年（昭和32年）より二松学舎大学教授として教鞭をとった。1962年（昭和37年）からは第3代二松学舎大学学長を務めた。学界では、日本中国学会理事長、斯文会理事長を務めた。

## 研究内容・業績
門下生
門下生らとの座談での回想は、『東方学回想Ⅵ 　学問の思い出〈2〉』（刀水書房、2000年）に収録されている。なお、講義で白川静の『漢字』（岩波新書）を酷評していたことも知られている。

## 著作
著書
- 『荀子』 新光社(支那哲学叢書), 1923
- 『近思録』 支那哲学叢書刊行会(支那哲学叢書), 1924
- 『支那古代家族制度研究』 岩波書店, 1940
- 『礼の起源と其発達』 中文館書店, 1943
- 『中国古代の宗教と思想』 ハーバード・燕京・同志社東方文化講座委員会, 1954
- 『教育漢字字源辞典』 好学社, 1956
- 『真古文尚書集釈』 明治書院, 1964
- 『老子原義の研究』 明徳出版社, 1966
  - 増補・改題『中国の修験道 翻訳老子原義』水上静夫による補筆増訂, 雄山閣出版, 1982
- 『漢字の起原』 角川書店, 1970
- 『漢字の発掘』 角川選書, 1971
- 『角川 当用漢字字源辞典』 山田勝美共著 角川書店, 1972
- 『中国故事成語辞典』 水上静夫共著 角川書店, 1979 (角川小辞典)
- 『中国故事名言辞典』 水上静夫共著 角川書店, 1979 (角川小辞典)
- 『維軒加藤常賢 学問とその思い出』 加藤さだ, 1980
- 『中国古代文化の研究』 加藤常賢先生論文集刊行会編 二松学舎大学出版部, 1980

## 参考資料
- 近代文献人名辞典
- Cinii(加藤 常賢 著作)